# 青森県放送伝道協力会
青森県放送伝道協力会（あおもりけんほうそうでんどうきょうりょくかい、略称: AHK）は、前身である青森伝道協力会（略称: ADK）から始まり、青森県内にあるプロテスタント教会による任意団体である。現在の委員長は芦名昌利。

## 概要
主な活動としては、PBA（太平洋放送協会）が青森放送より毎週土曜朝5時より放映する『ライフ・ライン』の番組を支援することである。例年行われる『懇親会』『支援者の集い』『ライフ・ライン・ラリー』などがある。また、規約（付則（2））に記されるように報道伝道以外の青森県内における協力伝道の要請があった場合は窓口となることができる。

## 加盟教会一覧
2022年4月7日現在
|    | 教 会 名                     |
| -- | ---------------------------- |
| １ | 青森福音キリスト教会         |
| ２ | 青森シオンキリスト教会       |
| ３ | あすなろ福音キリスト教会     |
| ４ | インマヌエル青森キリスト教会 |
| ５ | 小湊キリスト教会             |
| ６ | ふるさとキリスト教会         |
| ７ | 五所川原キリスト教会         |
| ８ | 鰺ヶ沢福音キリスト教会       |
| ９ | 黒石福音キリスト教会         |
| 10 | 弘前福音キリスト教会         |
| 11 | 弘前冨士見教会               |
| 12 | 三沢キリスト教会             |
| 13 | 三沢バプテストキリスト教会   |
| 14 | 八戸キリスト教会             |
| 15 | 八戸聖書キリスト教会         |
| 16 | 八戸福音キリスト教会         |
| 17 | インマヌエル十和田教会       |
| 18 | 弘前キリスト集会             |